# Aquilino Pío
Aquilino Pío (Salto, 19 de octubre de 1902 - ídem. 4 de abril de 1983) fue un peón rural, músico y acordeonista uruguayo.

## Biografía
Aquilino Pío fue un músico callejero y popular, acordeonista autodidacta. Nació el 19 de octubre de 1902, en el barrio Artigas de Salto, según consigna su partida de nacimiento, del año 1953, año en que se procedió a su registro de oficio. Llevó el apellido de su madre, María Fausta Pío, vivió su infancia en Mataojo, cerca de los cerros de Carumbé.
Casi no asistió a la escuela, desde muy joven trabajó como peón rural. Fue allí, en una de las estancias en que trabajó, que recibió su primer instrumento musical, una verdulera de una sola hilera.
Se casó con Flor de Liz Rodríguez, y de este matrimonio nacieron dos hijas María Eusebia y Santa Celeste (fallecida). La música fue cobrando mayor importancia en su vida hasta transformarse en su sustento básico. Tocaba en remates ferias de ganado, casamientos, bailes, carreras de caballos, etc. Figura como uno de los socios fundadores (número catorce) de la Asociación Salteña de Músicos y Afines (ASDEMYA).
Su talento musical recibió el reconocimiento del musicólogo Lauro Ayestarán, quien realizó registros fonográficos del músico en su tierra. En su libro “El Folcklore Musical Uruguayo” menciona a Aquilino Pío y da cuenta de su testimonio. 
En la ciudad de Salto, era frecuente encontrarlo con su tradicional verdulera y su casco de guerra verde, de juguete, alpargatas blancas y medias de seda hasta las rodillas. Quién haya estado en las fiestas de carnaval de la época, sin dudas tendrá recuerdo de su figura.
Fallece el 4 de abril de 1983, a la edad de 80 años en Salto.

## Homenajes
Existe un álbum recopilatorio, editado en el año 2004, por el sello independiente Perro Andaluz. El trabajo, titulado  «Aquilino y su acordeón», que consta de 12 temas. El instrumento que utilizaba puede ser visto en el Museo del Hombre y la Tecnología. Fue homenajeado póstumamente, una biblioteca lleva el nombre de Aquilino Pío y un busto del recordado músico salteño está ubicado en la puerta de entrada al salón principal de ASDEMYA en octubre de 2012.